# Atletica leggera ai Giochi della XXXIII Olimpiade - Lancio del martello maschile
Ai Giochi della XXXIII Olimpiade la competizione del Lancio del martello maschile si è svolta nei giorni 2 e 4 agosto 2024 presso lo Stade de France di Parigi.

## Presenze ed assenze dei campioni in carica
| Competizione         | Atleta            | Prestazione | Parigi 2024 |
| -------------------- | ----------------- | ----------- | ----------- |
| Olimpiadi 2020       | Wojciech Nowicki  | 82,52 m     | Presente    |
| Commonwealth 2022    | Nick Miller       | 76,43 m     | Non qual.   |
| Panamericani 2023    | Ethan Katzberg    | 80,96 m     | Presente    |
| Mondiali 2023        | Ethan Katzberg    | 81,25 m     | Presente    |
| Europei 2024         | Wojciech Nowicki  | 80,95 m     | Presente    |
|                      |                   |             |             |
| Mondiali junior 2022 | Ioannis Korakidis | 79,11 m     | Non qual.   |

1. ↑  Nell'anno olimpico il canadese ha ulteriormente battuto il record nazionale portandosi a 84,38 metri.

1. ↑  Il peso dell'attrezzo è 6 kg.

Graduatoria mondiale
In base alla classifica della Federazione mondiale, i migliori atleti iscritti alla gara erano i seguenti:
| Pos. | Atleta           | Punti | Note |
| ---- | ---------------- | ----- | ---- |
| 1    | Ethan Katzberg   | 1440  |      |
| 2    | Wojciech Nowicki | 1391  |      |
| 3    | Mychajlo Kochan  | 1390  |      |

## Risultati

### Qualificazioni
Qualificazione: 77,00 (Q) oppure i 12 migliori atleti (q) accedono alla finale.
| Pos. | Gruppo | Atleta                 | Nazione     | Lanci | Lanci | Lanci | Misura | Note                                     |
| Pos. | Gruppo | Atleta                 | Nazione     | 1°    | 2°    | 3°    | Misura | Note                                     |
| ---- | ------ | ---------------------- | ----------- | ----- | ----- | ----- | ------ | ---------------------------------------- |
| 1    | B      | Ethan Katzberg         | Canada      | n     | 79,93 | —     | 79,93  | Q                                        |
| 2    | A      | Rowan Hamilton         | Canada      | 76,97 | n     | 77,78 | 77,78  | Q,                                       |
| 3    | A      | Mychajlo Kochan        | Ucraina     | n     | 77,42 | —     | 77,42  | Q                                        |
| 4    | B      | Rudy Winkler           | Stati Uniti | 77,29 | —     | —     | 77,29  | Q                                        |
| 5    | B      | Eivind Henriksen       | Norvegia    | n     | 77,14 | —     | 77,14  | Q,                                       |
| 6    | B      | Bence Halász           | Ungheria    | 76,84 | 72,89 | 76,90 | 76,90  | q                                        |
| 7    | A      | Yann Chaussinand       | Francia     | n     | 75,43 | 76,86 | 76,86  | q                                        |
| 8    | A      | Thomas Mardal          | Norvegia    | 76,16 | 76,78 | 73,71 | 76,78  | q                                        |
| 9    | B      | Paweł Fajdek           | Polonia     | n     | n     | 76,56 | 76,56  | q                                        |
| 10   | A      | Wojciech Nowicki       | Polonia     | n     | 76,32 | 75,50 | 76,32  | q                                        |
| 11   | B      | Christos Frantzeskakis | Grecia      | 75,53 | 73,94 | 74,21 | 75,53  | q                                        |
| 12   | B      | Merlin Hummel          | Germania    | 75,25 | n     | n     | 75,25  | q                                        |
| 13   | B      | Adam Keenan            | Canada      | n     | 69,97 | 74,45 | 74,45  | Miglior prestazione personale stagionale |
| 14   | B      | Denzel Comenentia      | Paesi Bassi | n     | 72,17 | 74,31 | 74,31  |                                          |
| 15   | A      | Ragnar Carlsson        | Svezia      | 72,72 | 73,96 | 73,94 | 73,96  |                                          |
| 16   | B      | Volodymyr Myslyvčuk    | Rep. Ceca   | 73,84 | n     | n     | 73,84  |                                          |
| 17   | A      | Matija Gregurić        | Croazia     | 71,48 | 72,94 | 73,69 | 73,69  |                                          |
| 18   | A      | Serghei Marghiev       | Moldavia    | 73,46 | n     | 70,73 | 73,46  |                                          |
| 19   | A      | Wang Qi                | Cina        | 65,43 | 72,52 | 69,60 | 72,52  |                                          |
| 20   | B      | Gabriel Kehr           | Cile        | 72,28 | 72,12 | 72,31 | 72,31  |                                          |
| 21   | B      | Dániel Rába            | Ungheria    | 71,37 | n     | 72,29 | 72,29  |                                          |
| 22   | B      | Diego del Real         | Messico     | 69,39 | 72,10 | n     | 72,10  |                                          |
| 23   | B      | Joaquín Gómez          | Argentina   | n     | 64,94 | 72,10 | 72,10  |                                          |
| 24   | A      | Humberto Mansilla      | Cile        | 71,75 | 71,83 | 70,81 | 71,83  |                                          |
| 25   | A      | Donát Varga            | Ungheria    | 69,95 | 71,65 | 69,71 | 71,65  |                                          |
| 26   | B      | Jerome Vega            | Porto Rico  | 69,19 | 71,61 | 70,44 | 71,61  |                                          |
| 27   | B      | Özkan Baltacı          | Turchia     | n     | 71,40 | 71,24 | 71,40  |                                          |
| 28   | A      | Sören Klose            | Germania    | 71,20 | n     | n     | 71,20  |                                          |
| 29   | A      | Michail Anastasakis    | Grecia      | n     | 70,14 | n     | 70,14  |                                          |
| 30   | A      | Mostafa El Gamel       | Egitto      | 68,12 | 68,65 | 70,09 | 70,09  |                                          |
| 31   | A      | Patrik Hájek           | Rep. Ceca   | 67,96 | 68,45 | 68,80 | 68,80  |                                          |
|      | A      | Daniel Haugh           | Stati Uniti | n     | n     | n     | nm     |                                          |

### Finale
| Record mondiale      | Jurij Sedych    | 86,74 m | Stoccarda | 30 agosto 1986    |
| Record olimpico      | Sergej Litvinov | 84,80 m | Seul      | 26 settembre 1988 |
| Capolista stagionale | Ethan Katzberg  | 84,38 m | Nairobi   | 20 aprile 2024    |

Domenica 4 agosto, ore 20,30.
| Pos.    | Atleta                 | Nazione     | Lanci | Lanci | Lanci | Lanci           | Lanci           | Lanci           | Miglior Misura | Note                                     |
| Pos.    | Atleta                 | Nazione     | 1°    | 2°    | 3°    | 4°              | 5°              | 6°              | Miglior Misura | Note                                     |
| ------- | ---------------------- | ----------- | ----- | ----- | ----- | --------------- | --------------- | --------------- | -------------- | ---------------------------------------- |
| Oro     | Ethan Katzberg         | Canada      | 84,12 | n     | 82,28 | n               | n               | n               | 84,12          |                                          |
| Argento | Bence Halász           | Ungheria    | 77,58 | 78,84 | 79,97 | 79,94           | 77,66           | 79,82           | 79,97          |                                          |
| Bronzo  | Mychajlo Kochan        | Ucraina     | 78,54 | 79,39 | n     | 78,17           | 76,53           | 79,29           | 79,39          | Miglior prestazione personale stagionale |
| 4       | Eivind Henriksen       | Norvegia    | 76,45 | 79,18 | n     | n               | 76,11           | n               | 79,18          |                                          |
| 5       | Paweł Fajdek           | Polonia     | 78,01 | 77,22 | 78,57 | 78,80           | n               | 76,64           | 78,80          |                                          |
| 6       | Rudy Winkler           | Stati Uniti | 77,92 | n     | n     | n               | 71,90           | n               | 77,92          |                                          |
| 7       | Wojciech Nowicki       | Polonia     | 77,42 | 77,28 | 76,75 | 77,03           | n               | 75,92           | 77,42          |                                          |
| 8       | Yann Chaussinand       | Francia     | n     | n     | 77,38 | 77,15           | n               | n               | 77,38          |                                          |
| 9       | Rowan Hamilton         | Canada      | 76,59 | n     | n     | Non qualificati | Non qualificati | Non qualificati | 76,59          |                                          |
| 10      | Merlin Hummel          | Germania    | 74,85 | 76,03 | n     | Non qualificati | Non qualificati | Non qualificati | 76,03          |                                          |
| 11      | Thomas Mardal          | Norvegia    | 74,25 | 73,68 | n     | Non qualificati | Non qualificati | Non qualificati | 74,25          |                                          |
| 12      | Christos Frantzeskakis | Grecia      | n     | 73,34 | n     | Non qualificati | Non qualificati | Non qualificati | 73,34          |                                          |